# NBA Playoffs 1991
Gli NBA Playoffs 1991 si conclusero con la vittoria dei Chicago Bulls (campioni della Eastern Conference) che sconfissero i campioni della Western conference, i Los Angeles Lakers.

## Squadre qualificate

### Eastern Conference
1. Chicago Bulls
2. Boston Celtics
3. Detroit Pistons
4. Milwaukee Bucks
5. Philadelphia 76ers
6. Atlanta Hawks
7. Indiana Pacers
8. N.Y. Knicks

### Western Conference
1. Portland T. Blazers
2. San Antonio Spurs
3. L.A. Lakers
4. Phoenix Suns
5. Utah Jazz
6. Houston Rockets
7. G.S. Warriors
8. Seattle S.Sonics

## Tabellone
|  | Primo turno | Primo turno           | Primo turno        |                    |                     | Conference Semifinali | Conference Semifinali | Conference Semifinali |  |   | Conference Finali     | Conference Finali | Conference Finali |  |    | NBA Finali  | NBA Finali | NBA Finali |
|  |             |                       |                    |                    |                     |                       |                       |                       |  |   |                       |                   |                   |  |    |             |            |            |
|  | 1           | Portland T. Blazers * | 3                  |                    |                     |                       |                       |                       |  |   |                       |                   |                   |  |    |             |            |            |
|  | 8           | Seattle S.Sonics      | 2                  |                    |                     |                       |                       |                       |  |   |                       |                   |                   |  |    |             |            |            |
|  | 8           | Seattle S.Sonics      | 2                  |                    | 1                   | Portland T. Blazers * | 4                     |                       |  |   |                       |                   |                   |  |    |             |            |            |
|  |             |                       |                    |                    | 1                   | Portland T. Blazers * | 4                     |                       |  |   |                       |                   |                   |  |    |             |            |            |
|  |             | 5                     | Utah Jazz          | 1                  |                     |                       |                       |                       |  |   |                       |                   |                   |  |    |             |            |            |
|  | 4           | 5                     | Utah Jazz          | 1                  | Phoenix Suns        | 1                     |                       |                       |  |   |                       |                   |                   |  |    |             |            |            |
|  | 4           |                       |                    |                    | Phoenix Suns        | 1                     |                       |                       |  |   |                       |                   |                   |  |    |             |            |            |
|  | 5           | Utah Jazz             | 3                  |                    |                     |                       |                       |                       |  |   |                       |                   |                   |  |    |             |            |            |
|  | 5           | Utah Jazz             | 3                  |                    |                     |                       |                       |                       |  | 1 | Portland T. Blazers * | 2                 |                   |  |    |             |            |            |
|  |             |                       |                    | Western Conference |                     |                       |                       |                       |  | 1 | Portland T. Blazers * | 2                 |                   |  |    |             |            |            |
|  |             | 3                     | L.A. Lakers        | 4                  |                     |                       |                       |                       |  |   |                       |                   |                   |  |    |             |            |            |
|  | 3           | 3                     | L.A. Lakers        | 4                  | L.A. Lakers         | 3                     |                       |                       |  |   |                       |                   |                   |  |    |             |            |            |
|  | 3           |                       |                    |                    | L.A. Lakers         | 3                     |                       |                       |  |   |                       |                   |                   |  |    |             |            |            |
|  | 6           | Houston Rockets       | 0                  |                    |                     |                       |                       |                       |  |   |                       |                   |                   |  |    |             |            |            |
|  | 6           | Houston Rockets       | 0                  |                    | 3                   | L.A. Lakers           | 4                     |                       |  |   |                       |                   |                   |  |    |             |            |            |
|  |             |                       |                    |                    | 3                   | L.A. Lakers           | 4                     |                       |  |   |                       |                   |                   |  |    |             |            |            |
|  |             | 7                     | G.S. Warriors      | 1                  |                     |                       |                       |                       |  |   |                       |                   |                   |  |    |             |            |            |
|  | 2           | 7                     | G.S. Warriors      | 1                  | San Antonio Spurs * | 1                     |                       |                       |  |   |                       |                   |                   |  |    |             |            |            |
|  | 2           |                       |                    |                    | San Antonio Spurs * | 1                     |                       |                       |  |   |                       |                   |                   |  |    |             |            |            |
|  | 7           | G.S. Warriors         | 3                  |                    |                     |                       |                       |                       |  |   |                       |                   |                   |  |    |             |            |            |
|  | 7           | G.S. Warriors         | 3                  |                    |                     |                       |                       |                       |  |   |                       |                   |                   |  | W3 | L.A. Lakers | 1          |            |
|  |             |                       |                    |                    |                     |                       |                       |                       |  |   |                       |                   |                   |  | W3 | L.A. Lakers | 1          |            |
|  |             | E1                    | Chicago Bulls *    | 4                  |                     |                       |                       |                       |  |   |                       |                   |                   |  |    |             |            |            |
|  | 1           | E1                    | Chicago Bulls *    | 4                  | Chicago Bulls *     | 3                     |                       |                       |  |   |                       |                   |                   |  |    |             |            |            |
|  | 1           |                       |                    |                    | Chicago Bulls *     | 3                     |                       |                       |  |   |                       |                   |                   |  |    |             |            |            |
|  | 8           | N.Y. Knicks           | 0                  |                    |                     |                       |                       |                       |  |   |                       |                   |                   |  |    |             |            |            |
|  | 8           | N.Y. Knicks           | 0                  |                    | 1                   | Chicago Bulls *       | 4                     |                       |  |   |                       |                   |                   |  |    |             |            |            |
|  |             |                       |                    |                    | 1                   | Chicago Bulls *       | 4                     |                       |  |   |                       |                   |                   |  |    |             |            |            |
|  |             | 5                     | Philadelphia 76ers | 1                  |                     |                       |                       |                       |  |   |                       |                   |                   |  |    |             |            |            |
|  | 4           | 5                     | Philadelphia 76ers | 1                  | Milwaukee Bucks     | 0                     |                       |                       |  |   |                       |                   |                   |  |    |             |            |            |
|  | 4           |                       |                    |                    | Milwaukee Bucks     | 0                     |                       |                       |  |   |                       |                   |                   |  |    |             |            |            |
|  | 5           | Philadelphia 76ers    | 3                  |                    |                     |                       |                       |                       |  |   |                       |                   |                   |  |    |             |            |            |
|  | 5           | Philadelphia 76ers    | 3                  |                    |                     |                       |                       |                       |  | 1 | Chicago Bulls *       | 4                 |                   |  |    |             |            |            |
|  |             |                       |                    | Eastern Conference |                     |                       |                       |                       |  | 1 | Chicago Bulls *       | 4                 |                   |  |    |             |            |            |
|  |             | 3                     | Detroit Pistons    | 0                  |                     |                       |                       |                       |  |   |                       |                   |                   |  |    |             |            |            |
|  | 3           | 3                     | Detroit Pistons    | 0                  | Detroit Pistons     | 3                     |                       |                       |  |   |                       |                   |                   |  |    |             |            |            |
|  | 3           |                       |                    |                    | Detroit Pistons     | 3                     |                       |                       |  |   |                       |                   |                   |  |    |             |            |            |
|  | 6           | Atlanta Hawks         | 2                  |                    |                     |                       |                       |                       |  |   |                       |                   |                   |  |    |             |            |            |
|  | 6           | Atlanta Hawks         | 2                  |                    | 3                   | Detroit Pistons       | 4                     |                       |  |   |                       |                   |                   |  |    |             |            |            |
|  |             |                       |                    |                    | 3                   | Detroit Pistons       | 4                     |                       |  |   |                       |                   |                   |  |    |             |            |            |
|  |             | 2                     | Boston Celtics *   | 2                  |                     |                       |                       |                       |  |   |                       |                   |                   |  |    |             |            |            |
|  | 2           | 2                     | Boston Celtics *   | 2                  | Boston Celtics *    | 3                     |                       |                       |  |   |                       |                   |                   |  |    |             |            |            |
|  | 2           |                       |                    |                    | Boston Celtics *    | 3                     |                       |                       |  |   |                       |                   |                   |  |    |             |            |            |
|  | 7           | Indiana Pacers        | 2                  |                    |                     |                       |                       |                       |  |   |                       |                   |                   |  |    |             |            |            |

Legenda
- * Vincitore Division
- "Grassetto" Vincitore serie
- "Corsivo" Squadra con fattore campo

## Eastern Conference

### Primo turno

#### (1) Chicago Bulls - (8) New York Knicks
RISULTATO FINALE: 3-0
| Arbitri: | Nolan Fine Jess Kersey Wally Rooney |

|                 |          |                  |
| M. Jordan 28    | Punti    | K. Vandeweghe 19 |
| B. Armstrong 10 | Assist   | M. Cheeks 7      |
| H. Grant 8      | Rimbalzi | C. Oakley 11     |

| Arbitri: | Joe Forte Ron Garretson Jake O'Donnell |

|              |          |                        |
| M. Jordan 26 | Punti    | P. Ewing 24            |
| S. Pippen 7  | Assist   | T. Tucker 3            |
| S. Pippen 8  | Rimbalzi | P. Ewing, C. Oakley 10 |

| Arbitri: | Darell Garretson Steve Javie Don Vaden |

|                            |          |              |
| P. Ewing, K. Vandeweghe 20 | Punti    | M. Jordan 33 |
| M. Cheeks 7                | Assist   | M. Jordan 7  |
| P. Ewing 14                | Rimbalzi | S. Pippen 11 |

PRECEDENTI IN REGULAR SEASON
| Regular Season 1990-91 | Chicago Bulls | 4 – 0                                                                      | N.Y. Knicks | Referto 1 - Referto 2 - Referto 3 - Referto 4 |
| Chicago Bulls 108 New York Knicks 92 New York Knicks 91 Chicago Bulls 108 Punti 98 New York Knicks 102 Chicago Bulls 101 Chicago Bulls 106 New York Knicks |               |                                                                            |             |                                               |
| |               |                                                                            |             |                                               |
| Chicago Bulls 108 New York Knicks 92 New York Knicks 91 Chicago Bulls 108                                                                                  | Punti         | 98 New York Knicks 102 Chicago Bulls 101 Chicago Bulls 106 New York Knicks |             |                                               |

PRECEDENTI NEI PLAYOFF
|  | Chicago Bulls (1981, 1989) | 2 – 0 | N.Y. Knicks |  |

#### (2) Boston Celtics - (7) Indiana Pacers
RISULTATO FINALE: 3-2
| Arbitri: | Bernie Fryer Mike Mathis Bill Saar |

|             |          |                |
| R. Lewis 28 | Punti    | R. Miller 24   |
| L. Bird 12  | Assist   | C. Person 7    |
| L. Bird 12  | Rimbalzi | D. Schrempf 10 |

| Arbitri: | Darell Garretson Steve Javie Ed T. Rush |

|                      |          |                            |
| R. Lewis, B. Shaw 22 | Punti    | C. Person 39               |
| L. Bird 10           | Assist   | M. Williams 10             |
| R. Parish 1          | Rimbalzi | D. Schrempf, G. Dreiling 7 |

| Arbitri: | Bob Delaney Hugh Evans Lee Jones |

|                           |          |              |
| R. Miller, D. Schrempf 20 | Punti    | K. McHale 22 |
| M. Williams 7             | Assist   | B. Shaw 7    |
| D. Schrempf 10            | Rimbalzi | L. Bird 9    |

| Arbitri: | Jack Madden Jack Nies Bill Oakes |

|               |          |              |
| C. Person 30  | Punti    | K. McHale 24 |
| M. Williams 9 | Assist   | L. Bird 8    |
| L. Thompson 7 | Rimbalzi | R. Parish 12 |

| Arbitri: | Dick Bavetta Jess Kersey Ed T. Rush |

|            |          |                |
| L. Bird 32 | Punti    | C. Person 32   |
| B. Shaw 9  | Assist   | M. Williams 10 |
| L. Bird 9  | Rimbalzi | L. Thompson 9  |

PRECEDENTI IN REGULAR SEASON
| Regular Season 1990-91 | Boston Celtics | 2 – 2                                                                       | Indiana Pacers | Referto 1 - Referto 2 - Referto 3 - Referto 4 |
| Boston Celtics 152 Indiana Pacers 115 Boston Celtics 126 Indiana Pacers 121 Punti 132 Indiana Pacers 109 Boston Celtics 101 Indiana Pacers 109 Boston Celtics |                |                                                                             |                |                                               |
| |                |                                                                             |                |                                               |
| Boston Celtics 152 Indiana Pacers 115 Boston Celtics 126 Indiana Pacers 121                                                                                   | Punti          | 132 Indiana Pacers 109 Boston Celtics 101 Indiana Pacers 109 Boston Celtics |                |                                               |

PRECEDENTI NEI PLAYOFF

Si è trattata della prima sfida tra le due squadre ai playoff.

#### (3) Detroit Pistons - (6) Atlanta Hawks
RISULTATO FINALE: 3-2
| Arbitri: | Dan Crawford Ron Garretson Jake O'Donnell |

|                           |          |                      |
| J. Dumars 20              | Punti    | D. Wilkins 32        |
| I. Thomas 14              | Assist   | S. Webb, J. Battle 3 |
| B. Laimbeer, D. Rodman 11 | Rimbalzi | K. Willis 8          |

| Arbitri: | Bernie Fryer Mike Mathis Ronnie Nunn |

|              |          |               |
| J. Dumars 28 | Punti    | D. Wilkins 20 |
| I. Thomas 8  | Assist   | D. Wilkins 5  |
| D. Rodman 16 | Rimbalzi | K. Willis 9   |

| Arbitri: | Hue Hollins Ed T. Rush Bill Saar |

|              |          |              |
| K. Willis 24 | Punti    | J. Dumars 30 |
| S. Webb 9    | Assist   | I. Thomas 13 |
| K. Willis 10 | Rimbalzi | D. Rodman 13 |

| Arbitri: | Dick Bavetta Jess Kersey Tommy Nunez Sr. |

|                          |          |               |
| D. Rivers 34             | Punti    | V. Johnson 26 |
| S. Webb 7                | Assist   | I. Thomas 12  |
| D. Wilkins, M. Malone 11 | Rimbalzi | D. Rodman 12  |

| Arbitri: | Joey Crawford Jack Madden Bill Oakes |

|              |          |              |
| I. Thomas 26 | Punti    | K. Willis 13 |
| I. Thomas 11 | Assist   | J. Koncak 4  |
| D. Rodman 20 | Rimbalzi | K. Willis 13 |

PRECEDENTI IN REGULAR SEASON
| Regular Season 1990-91 | Detroit Pistons | 5 – 0                                                                                      | Atlanta Hawks | Referto 1 - Referto 2 - Referto 3 - Referto 4, Referto 5 |
| Detroit Pistons 91 Atlanta Hawks 97 Detroit Pistons 113 Detroit Pistons 97 Atlanta Hawks 120 Punti 83 Atlanta Hawks 120 Detroit Pistons 87 Atlanta Hawks 89 Atlanta Hawks 126 Detroit Pistons |                 |                                                                                            |               |                                                          |
| |                 |                                                                                            |               |                                                          |
| Detroit Pistons 91 Atlanta Hawks 97 Detroit Pistons 113 Detroit Pistons 97 Atlanta Hawks 120                                                                                                  | Punti           | 83 Atlanta Hawks 120 Detroit Pistons 87 Atlanta Hawks 89 Atlanta Hawks 126 Detroit Pistons |               |                                                          |

PRECEDENTI NEI PLAYOFF
|  | Detroit Pistons (1956, 1987) | 2 – 3 | Atlanta Hawks (1958, 1963, 1986) |  |

#### (4) Milwaukee Bucks - (5) Philadelphia 76ers
RISULTATO FINALE: 0-3
| Arbitri: | Joey Crawford Lee Jones Blane Reichelt |

|                  |          |                         |
| F. Brickowski 22 | Punti    | H. Hawkins 25           |
| J. Humphries 9   | Assist   | C. Barkley 5            |
| F. Brickowski 9  | Rimbalzi | C. Barkley, R. Mahorn 8 |

| Arbitri: | Jess Kersey Paul Mihalak Don Vaden |

|                  |          |                |
| A. Robertson 31  | Punti    | R. Anderson 24 |
| J. Humphries 8   | Assist   | C. Barkley 10  |
| F. Brickowski 12 | Rimbalzi | C. Barkley 13  |

| Arbitri: | Joe Forte Jack Madden Ed T. Rush |

|                           |          |                               |
| C. Barkley 30             | Punti    | A. Robertson 26               |
| H. Hawkins 6              | Assist   | J. Humphries 8                |
| C. Barkley, H. Hawkins 12 | Rimbalzi | F. Brickowski, A. Robertson 5 |

PRECEDENTI IN REGULAR SEASON
| Regular Season 1990-91 | Milwaukee Bucks | 2 – 2                                                                                 | Philadelphia 76ers | Referto 1 - Referto 2 - Referto 3 - Referto 4 |
| Milwaukee Bucks 141 (1 t.s.) Philadelphia 76ers 109 Milwaukee Bucks 105 Philadelphia 76ers 104 Punti 111 Philadelphia 76ers 108 Milwaukee Bucks 120 Philadelphia 76ers 121 Milwaukee Bucks |                 |                                                                                       |                    |                                               |
| |                 |                                                                                       |                    |                                               |
| Milwaukee Bucks 141 (1 t.s.) Philadelphia 76ers 109 Milwaukee Bucks 105 Philadelphia 76ers 104                                                                                             | Punti           | 111 Philadelphia 76ers 108 Milwaukee Bucks 120 Philadelphia 76ers 121 Milwaukee Bucks |                    |                                               |

PRECEDENTI NEI PLAYOFF
|  | Milwaukee Bucks (1970, 1986, 1987) | 3 – 4 | Philadelphia 76ers (1981, 1982, 1983, 1985) |  |

### Semifinali

#### (1) Chicago Bulls - (5) Philadelphia 76ers
RISULTATO FINALE: 4-1
| Arbitri: | Hugh Evans Ronnie Nunn Bennett Salvatore |

|              |          |                           |
| M. Jordan 29 | Punti    | C. Barkley 34             |
| S. Pippen 7  | Assist   | H. Hawkins, R. Anderson 3 |
| H. Grant 9   | Rimbalzi | C. Barkley 11             |

| Arbitri: | Bernie Fryer Darell Garretson Wally Rooney |

|              |          |               |
| M. Jordan 29 | Punti    | H. Hawkins 30 |
| M. Jordan 9  | Assist   | A. Hawkins 7  |
| S. Pippen 11 | Rimbalzi | C. Barkley 9  |

| Arbitri: | Hue Hollins Jack Nies Ed T. Rush |

|                         |          |                        |
| H. Hawkins 29           | Punti    | M. Jordan 46           |
| C. Barkley, A. Turner 7 | Assist   | S. Pippen, M. Jordan 6 |
| A. Gilliam 11           | Rimbalzi | S. Pippen 13           |

| Arbitri: | Dan Crawford Bob Delaney Jake O'Donnell |

|               |          |              |
| C. Barkley 25 | Punti    | M. Jordan 25 |
| C. Barkley 6  | Assist   | M. Jordan 12 |
| C. Barkley 14 | Rimbalzi | H. Grant 11  |

| Arbitri: | Dick Bavetta Joey Crawford Joe Forte |

|              |          |               |
| M. Jordan 38 | Punti    | C. Barkley 30 |
| M. Jordan 7  | Assist   | C. Barkley 7  |
| M. Jordan 19 | Rimbalzi | C. Barkley 8  |

PRECEDENTI IN REGULAR SEASON
| Regular Season 1990-91 | Chicago Bulls | 1 – 3                                                                                     | Philadelphia 76ers | Referto 1 - Referto 2 - Referto 3 - Referto 4 |
| Chicago Bulls 116 Philadelphia 76ers 99 Philadelphia 76ers 95 Chicago Bulls 111 Punti 124 Philadelphia 76ers 107 Chicago Bulls 90 Chicago Bulls 114 Philadelphia 76ers (1 t.s.) |               |                                                                                           |                    |                                               |
| |               |                                                                                           |                    |                                               |
| Chicago Bulls 116 Philadelphia 76ers 99 Philadelphia 76ers 95 Chicago Bulls 111                                                                                                 | Punti         | 124 Philadelphia 76ers 107 Chicago Bulls 90 Chicago Bulls 114 Philadelphia 76ers (1 t.s.) |                    |                                               |

PRECEDENTI NEI PLAYOFF
|  | Chicago Bulls (1990) | 1 – 0 | Philadelphia 76ers |  |

#### (2) Boston Celtics - (3) Detroit Pistons
RISULTATO FINALE: 2-4
| Arbitri: | Dan Crawford Jack Nies Jake O'Donnell |

|              |          |               |
| R. Lewis 20  | Punti    | J. Edwards 18 |
| B. Shaw 5    | Assist   | I. Thomas 13  |
| K. McHale 10 | Rimbalzi | D. Rodman 16  |

| Arbitri: | Mike Mathis Paul Mihalak Bill Saar |

|              |          |                |
| R. Lewis 23  | Punti    | J. Dumars 29   |
| D. Brown 8   | Assist   | J. Dumars 6    |
| R. Parish 13 | Rimbalzi | B. Laimbeer 15 |

| Auburn Hills 11 maggio 1991 Gara 3                                                                                          | Detroit Pistons | 83 – 115 (19-27, 22-27, 31-36, 21-25) referto | Boston Celtics | The Palace of Auburn Hills (21.454 spett.) |
| J. Edwards 13 Punti R. Lewis 21 V. Johnson 5 Assist D. Brown , K. McHale 6 B. Laimbeer , D. Rodman 12 Rimbalzi R. Parish 11 |                 |                                               |                |                                            |
| |                 |                                               |                |                                            |
| J. Edwards 13 | Punti           | R. Lewis 21                                   |                |                                            |
| V. Johnson 5 | Assist          | D. Brown, K. McHale 6                         |                |                                            |
| B. Laimbeer, D. Rodman 12                                                                                                   | Rimbalzi        | R. Parish 11                                  |                |                                            |

| Arbitri: | Hue Hollins Ed T. Rush Bennett Salvatore |

|               |          |              |
| M. Aguirre 34 | Punti    | R. Lewis 20  |
| J. Dumars 8   | Assist   | B. Shaw 6    |
| D. Rodman 18  | Rimbalzi | R. Parish 10 |

| Arbitri: | Hugh Evans Lee Jones Bill Oakes |

|             |          |              |
| R. Lewis 30 | Punti    | J. Dumars 32 |
| D. Brown 10 | Assist   | J. Dumars 8  |
| R. Lewis 11 | Rimbalzi | D. Rodman 10 |

| Arbitri: | Dick Bavetta Jack Madden Mike Mathis |

|                |          |               |
| J. Dumars 32   | Punti    | K. McHale 34  |
| J. Dumars 10   | Assist   | R. Lewis 5    |
| B. Laimbeer 14 | Rimbalzi | E. Pinckney 9 |

PRECEDENTI IN REGULAR SEASON
| Regular Season 1990-91 | Boston Celtics | 2 – 2                                                                      | Detroit Pistons | Referto 1 - Referto 2 - Referto 3 - Referto 4 |
| Boston Celtics 108 Detroit Pistons 101 Boston Celtics 111 Detroit Pistons 118 Punti 100 Detroit Pistons 90 Boston Celtics 94 Detroit Pistons 90 Boston Celtics |                |                                                                            |                 |                                               |
| |                |                                                                            |                 |                                               |
| Boston Celtics 108 Detroit Pistons 101 Boston Celtics 111 Detroit Pistons 118                                                                                  | Punti          | 100 Detroit Pistons 90 Boston Celtics 94 Detroit Pistons 90 Boston Celtics |                 |                                               |

PRECEDENTI NEI PLAYOFF
|  | Boston Celtics (1968, 1985, 1987) | 3 – 2 | Detroit Pistons (1988, 1989) |  |

### Finale

#### (1) Chicago Bulls - (3) Detroit Pistons
RISULTATO FINALE: 4-0
| Arbitri: | Jess Kersey Jack Nies Jake O'Donnell |

|                                        |          |               |
| M. Jordan 22                           | Punti    | M. Aguirre 25 |
| M. Jordan, J. Paxson, B.J. Armstrong 6 | Assist   | I. Thomas 8   |
| H. Grant 10                            | Rimbalzi | D. Rodman 9   |

| Arbitri: | Dan Crawford Darell Garretson Steve Javie |

|              |          |                        |
| M. Jordan 35 | Punti    | V. Johnson 29          |
| M. Jordan 7  | Assist   | J. Dumars, I. Thomas 5 |
| S. Pippen 10 | Rimbalzi | D. Rodman 11           |

| Auburn Hills 25 maggio 1991 Gara 3 | Detroit Pistons | 107 – 113 (16-24, 27-27, 31-31, 33-31) referto | Chicago Bulls | The Palace of Auburn Hills (14.487 spett.) |
| I. Thomas 29 Punti M. Jordan 33 I. Thomas 6 Assist M. Jordan 7 I. Thomas , V. Johnson , D. Rodman , B. Laimbeer 7 Rimbalzi S. Pippen 10 |                 |                                                |               |                                            |
| |                 |                                                |               |                                            |
| I. Thomas 29 | Punti           | M. Jordan 33                                   |               |                                            |
| I. Thomas 6 | Assist          | M. Jordan 7                                    |               |                                            |
| I. Thomas, V. Johnson, D. Rodman, B. Laimbeer 7                                                                                         | Rimbalzi        | S. Pippen 10                                   |               |                                            |

| Arbitri: | Joey Crawford Mike Mathis Bennett Salvatore |

|                         |          |              |
| I. Thomas 16            | Punti    | M. Jordan 29 |
| I. Thomas 5             | Assist   | S. Pippen 10 |
| I. Thomas, V. Johnson 7 | Rimbalzi | H. Grant 9   |

PRECEDENTI IN REGULAR SEASON
| Regular Season 1990-91 | Chicago Bulls | 3 – 2                                                                                     | Detroit Pistons | Referto 1 - Referto 2 - Referto 3 - Referto 4, Referto 5 |
| Detroit Pistons 105 Chicago Bulls 98 Detroit Pistons 93 Detroit Pistons 95 Chicago Bulls 108 Punti 84 Chicago Bulls 86 Detroit Pistons 95 Chicago Bulls 91 Chicago Bulls 100 Detroit Pistons |               |                                                                                           |                 |                                                          |
| |               |                                                                                           |                 |                                                          |
| Detroit Pistons 105 Chicago Bulls 98 Detroit Pistons 93 Detroit Pistons 95 Chicago Bulls 108                                                                                                 | Punti         | 84 Chicago Bulls 86 Detroit Pistons 95 Chicago Bulls 91 Chicago Bulls 100 Detroit Pistons |                 |                                                          |

PRECEDENTI NEI PLAYOFF
|  | Chicago Bulls (1974) | 1 – 3 | Detroit Pistons (1988, 1989, 1990) |  |

## Western Conference

### Primo turno

#### (1) Portland Trail Blazers - (8) Seattle SuperSonics
RISULTATO FINALE: 3-2
| Arbitri: | Dick Bavetta Jack Madden Greg Willard |

|                 |          |               |
| C. Drexler 39   | Punti    | E. Johnson 33 |
| C. Drexler 9    | Assist   | G. Payton 8   |
| K. Duckworth 13 | Rimbalzi | B. Benjamin 9 |

| Arbitri: | Bruce Alexander Tommy Nunez Sr. Ed T. Rush |

|                 |          |                     |
| C. Drexler 22   | Punti    | E. Johnson 28       |
| C. Drexler 10   | Assist   | N. McMillan 6       |
| K. Duckworth 10 | Rimbalzi | S. Kemp, M. Cage 11 |

| Arbitri: | Mike Mathis Ed Middleton Bennett Salvatore |

|               |          |                |
| S. Threatt 29 | Punti    | C. Drexler 23  |
| N. McMillan 6 | Assist   | C. Drexler 11  |
| S. Kemp 9     | Rimbalzi | B. Williams 11 |

| Arbitri: | Joey Crawford Paul Mihalak Ronnie Nunn |

|                         |          |                            |
| E. Johnson 34           | Punti    | J. Kersey 20               |
| G. Payton 7             | Assist   | J. Kersey 5                |
| B. Benjamin, D. McKey 9 | Rimbalzi | B. Williams, C. Robinson 9 |

| Portland 4 maggio 1991 Gara 5                                                                                    | Portland T. Blazers | 119 – 107 (30-25, 33-18, 27-25, 29-39) referto | Seattle S.Sonics | Veterans Memorial Coliseum (12.884 spett.) |
| T. Porter 23 Punti S. Kemp , E. Johnson 17 T. Porter 11 Assist G. Payton 7 B. Williams 12 Rimbalzi B. Benjamin 6 |                     |                                                |                  |                                            |
| |                     |                                                |                  |                                            |
| T. Porter 23 | Punti               | S. Kemp, E. Johnson 17                         |                  |                                            |
| T. Porter 11 | Assist              | G. Payton 7                                    |                  |                                            |
| B. Williams 12                                                                                                   | Rimbalzi            | B. Benjamin 6                                  |                  |                                            |

PRECEDENTI IN REGULAR SEASON
| Regular Season 1990-91 | Portland T. Blazers | 4 – 0 | Seattle S.Sonics | Referto 1 - Referto 2 - Referto 3 - Referto 4 |
| Seattle SuperSonics 124 Portland Trail Blazers 114 Portland Trail Blazers 126 Seattle SuperSonics 107 Punti 130 Portland Trail Blazers (3 t.s.) 111 Seattle SuperSonics 113 Seattle SuperSonics 112 Portland Trail Blazers |                     | |                  |                                               |
| |                     | |                  |                                               |
| Seattle SuperSonics 124 Portland Trail Blazers 114 Portland Trail Blazers 126 Seattle SuperSonics 107 | Punti               | 130 Portland Trail Blazers (3 t.s.) 111 Seattle SuperSonics 113 Seattle SuperSonics 112 Portland Trail Blazers |                  |                                               |

PRECEDENTI NEI PLAYOFF
|  | Portland T. Blazers (1983) | 1 – 2 | Seattle S.Sonics (1978, 1980) |  |

#### (2) San Antonio Spurs - (7) Golden State Warriors
RISULTATO FINALE: 1-3
| Arbitri: | Hugh Evans Ronnie Nunn Bill Oakes |

|                  |          |                           |
| W. Anderson 38   | Punti    | C. Mullin, M. Richmond 29 |
| R. Strickland 13 | Assist   | T. Hardaway 8             |
| D. Robinson 13   | Rimbalzi | C. Mullin 8               |

| San Antonio 27 aprile 1991 Gara 2                                                                          | San Antonio Spurs | 98 – 111 (26-27, 21-28, 20-29, 31-27) referto | G.S. Warriors | HemisFair Arena (15.908 spett.) |
| D. Robinson 28 Punti C. Mullin 27 R. Strickland 7 Assist T. Hardaway 9 D. Robinson 15 Rimbalzi C. Mullin 7 |                   |                                               |               |                                 |
| |                   |                                               |               |                                 |
| D. Robinson 28                                                                                             | Punti             | C. Mullin 27                                  |               |                                 |
| R. Strickland 7                                                                                            | Assist            | T. Hardaway 9                                 |               |                                 |
| D. Robinson 15                                                                                             | Rimbalzi          | C. Mullin 7                                   |               |                                 |

| Arbitri: | Dan Crawford Terry Durham Jake O'Donnell |

|                |          |                 |
| M. Richmond 27 | Punti    | D. Robinson 27  |
| T. Hardaway 11 | Assist   | R. Strickland 7 |
| T. Hardaway 8  | Rimbalzi | D. Robinson 12  |

| Arbitri: | Joe Forte Bernie Fryer Ed T. Rush |

|                |          |                 |
| T. Hardaway 32 | Punti    | S. Elliott 23   |
| T. Hardaway 9  | Assist   | R. Strickland 8 |
| M. Richmond 11 | Rimbalzi | D. Robinson 14  |

PRECEDENTI IN REGULAR SEASON
| Regular Season 1990-91 | San Antonio Spurs | 2 – 2                                                                                           | G.S. Warriors | Referto 1 - Referto 2 - Referto 3 - Referto 4 |
| Golden State Warriors 128 San Antonio Spurs 106 Golden State Warriors 99 San Antonio Spurs 115 Punti 124 San Antonio Spurs 112 Golden State Warriors 101 San Antonio Spurs 105 Golden State Warriors |                   |                                                                                                 |               |                                               |
| |                   |                                                                                                 |               |                                               |
| Golden State Warriors 128 San Antonio Spurs 106 Golden State Warriors 99 San Antonio Spurs 115 | Punti             | 124 San Antonio Spurs 112 Golden State Warriors 101 San Antonio Spurs 105 Golden State Warriors |               |                                               |

PRECEDENTI NEI PLAYOFF

Si è trattata della prima sfida tra le due squadre ai playoff.

#### (3) Los Angeles Lakers - (6) Houston Rockets
RISULTATO FINALE: 3-0
| Arbitri: | Bruce Alexander Dick Bavetta Jack Madden |

|               |          |                        |
| B. Scott 20   | Punti    | H. Olajuwon 22         |
| M. Johnson 10 | Assist   | V. Maxwell, K. Smith 5 |
| V. Divac 11   | Rimbalzi | H. Olajuwon 16         |

| Inglewood 27 aprile 1991 Gara 2                                                                      | L.A. Lakers | 109 – 98 (23-16, 25-25, 26-29, 35-28) referto | Houston Rockets | The Forum (17.505 spett.) |
| J. Worthy 29 Punti V. Maxwell 31 M. Johnson 21 Assist K. Smith 7 V. Divac 10 Rimbalzi H. Olajuwon 11 |             |                                               |                 |                           |
| |             |                                               |                 |                           |
| J. Worthy 29                                                                                         | Punti       | V. Maxwell 31                                 |                 |                           |
| M. Johnson 21                                                                                        | Assist      | K. Smith 7                                    |                 |                           |
| V. Divac 10                                                                                          | Rimbalzi    | H. Olajuwon 11                                |                 |                           |

| Arbitri: | Jess Kersey Tommy Nunez Sr. Wally Rooney |

|                           |          |               |
| H. Olajuwon, O. Thorpe 21 | Punti    | M. Johnson 38 |
| K. Smith 12               | Assist   | M. Johnson 7  |
| H. Olajuwon 17            | Rimbalzi | S. Perkins 13 |

PRECEDENTI IN REGULAR SEASON
| Regular Season 1990-91 | L.A. Lakers | 3 – 1                                                                                         | Houston Rockets | Referto 1 - Referto 2 - Referto 3 - Referto 4 |
| Houston Rockets 103 Los Angeles Lakers 116 Houston Rockets 103 Los Angeles Lakers 95 Punti 108 Los Angeles Lakers (1 t.s.) 97 Houston Rockets 112 Los Angeles Lakers 104 Houston Rockets |             |                                                                                               |                 |                                               |
| |             |                                                                                               |                 |                                               |
| Houston Rockets 103 Los Angeles Lakers 116 Houston Rockets 103 Los Angeles Lakers 95 | Punti       | 108 Los Angeles Lakers (1 t.s.) 97 Houston Rockets 112 Los Angeles Lakers 104 Houston Rockets |                 |                                               |

PRECEDENTI NEI PLAYOFF
|  | L.A. Lakers (1990) | 1 – 2 | Houston Rockets (1981, 1986) |  |

#### (4) Phoenix Suns - (5) Utah Jazz
RISULTATO FINALE: 1-3
| Arbitri: | Darell Garretson Hue Hollins Jack Nies |

|               |          |                |
| N. Knight 18  | Punti    | K. Malone 27   |
| K. Johnson 6  | Assist   | J. Stockton 15 |
| J. Hornacek 5 | Rimbalzi | K. Malone 10   |

| Arbitri: | Hugh Evans Ed Middleton Bill Oakes |

|                |          |                |
| J. Hornacek 25 | Punti    | J. Malone 23   |
| K. Johnson 12  | Assist   | J. Stockton 11 |
| A. Lang 8      | Rimbalzi | K. Malone 14   |

| Arbitri: | Joey Crawford Paul Mihalak Greg Willard |

|                |          |                |
| K. Malone 32   | Punti    | T. Chambers 26 |
| J. Stockton 12 | Assist   | K. Johnson 10  |
| M. Brown 11    | Rimbalzi | J. Hornacek 10 |

| Arbitri: | Dan Crawford Mike Mathis Bennett Salvatore |

|                |          |                |
| K. Malone 38   | Punti    | J. Hornacek 30 |
| J. Stockton 13 | Assist   | K. Johnson 11  |
| K. Malone 13   | Rimbalzi | T. Chambers 7  |

PRECEDENTI IN REGULAR SEASON
| Regular Season 1990-91 | Phoenix Suns | 2 – 2                                                        | Utah Jazz | Referto 1 - Referto 2 - Referto 3 - Referto 4 |
| Utah Jazz 96 Phoenix Suns 101 Utah Jazz 103 Phoenix Suns 131 Punti 119 Phoenix Suns 102 Utah Jazz 99 Phoenix Suns 117 Utah Jazz |              |                                                              |           |                                               |
| |              |                                                              |           |                                               |
| Utah Jazz 96 Phoenix Suns 101 Utah Jazz 103 Phoenix Suns 131                                                                    | Punti        | 119 Phoenix Suns 102 Utah Jazz 99 Phoenix Suns 117 Utah Jazz |           |                                               |

PRECEDENTI NEI PLAYOFF
|  | Phoenix Suns (1984, 1990) | 2 – 0 | Utah Jazz |  |

### Semifinali

#### (1) Portland Trail Blazers - (5) Utah Jazz
RISULTATO FINALE: 4-1
| Arbitri: | Hugh Evans Steve Javie Ed Middleton |

|               |          |                |
| C. Drexler 20 | Punti    | J. Stockton 23 |
| T. Porter 9   | Assist   | J. Stockton 16 |
| C. Drexler 15 | Rimbalzi | K. Malone 16   |

| Arbitri: | Dick Bavetta Ron Garretson Jack Madden |

|               |          |                |
| J. Kersey 34  | Punti    | K. Malone 40   |
| C. Drexler 15 | Assist   | J. Stockton 12 |
| J. Kersey 6   | Rimbalzi | K. Malone 16   |

| Salt Lake City 17 maggio 1991 Gara 3                                                                               | Utah Jazz | 107 – 101 (28-28, 21-18, 28-19, 30-36) referto | Portland T. Blazers | Salt Palace Arena (12.616 spett.) |
| K. Malone 30 Punti T. Porter 28 J. Stockton 15 Assist C. Drexler 7 K. Malone 21 Rimbalzi C. Drexler , J. Kersey 10 |           |                                                |                     |                                   |
| |           |                                                |                     |                                   |
| K. Malone 30 | Punti     | T. Porter 28                                   |                     |                                   |
| J. Stockton 15 | Assist    | C. Drexler 7                                   |                     |                                   |
| K. Malone 21 | Rimbalzi  | C. Drexler, J. Kersey 10                       |                     |                                   |

| Arbitri: | Jess Kersey Paul Mihalak Ronnie Nunn |

|                |          |                             |
| K. Malone 31   | Punti    | K. Duckworth 30             |
| J. Stockton 16 | Assist   | C. Drexler 10               |
| K. Malone 12   | Rimbalzi | C. Drexler, K. Duckworth 11 |

| Arbitri: | Dan Crawford Darell Garretson Jack Nies |

|                          |          |                       |
| C. Drexler, T. Porter 22 | Punti    | K. Malone 26          |
| C. Drexler 8             | Assist   | J. Stockton 14        |
| B. Williams 12           | Rimbalzi | K. Malone, M. Eaton 8 |

PRECEDENTI IN REGULAR SEASON
| Regular Season 1990-91 | Portland T. Blazers | 3 – 1                                                                           | Utah Jazz | Referto 1 - Referto 2 - Referto 3 - Referto 4 |
| Portland Trail Blazers 101 Utah Jazz 105 Portland Trail Blazers 117 Utah Jazz 96 Punti 97 Utah Jazz 91 Portland Trail Blazers 105 Utah Jazz 106 Portland Trail Blazers |                     |                                                                                 |           |                                               |
| |                     |                                                                                 |           |                                               |
| Portland Trail Blazers 101 Utah Jazz 105 Portland Trail Blazers 117 Utah Jazz 96                                                                                       | Punti               | 97 Utah Jazz 91 Portland Trail Blazers 105 Utah Jazz 106 Portland Trail Blazers |           |                                               |

PRECEDENTI NEI PLAYOFF
|  | Portland T. Blazers | 0 – 1 | Utah Jazz (1988) |  |

#### (3) Los Angeles Lakers - (7) Golden State Warriors
RISULTATO FINALE: 4-1
| Arbitri: | Steve Javie Lee Jones Mike Mathis |

|               |          |                                |
| B. Scott 27   | Punti    | T. Hardaway 33                 |
| M. Johnson 17 | Assist   | T. Hardaway, Š. Marčiulionis 9 |
| M. Johnson 10 | Rimbalzi | A. Lister 8                    |

| Arbitri: | Joey Crawford Tommy Nunez Sr. Bill Oakes |

|               |          |                |
| M. Johnson 44 | Punti    | C. Mullin 41   |
| M. Johnson 9  | Assist   | T. Hardaway 14 |
| M. Johnson 12 | Rimbalzi | J. Petersen 7  |

| Oakland 10 maggio 1991 Gara 3 | G.S. Warriors | 112 – 115 (24-35, 26-22, 28-24, 34-34) referto | L.A. Lakers | Oakland Arena (. spett.) |
| T. Hardaway , M. Richmond 24 Punti J. Worthy 36 T. Hardaway 12 Assist M. Johnson 15 C. Mullin 11 Rimbalzi M. Johnson , S. Perkins , A.C. Green 7 |               |                                                |             |                          |
| |               |                                                |             |                          |
| T. Hardaway, M. Richmond 24 | Punti         | J. Worthy 36                                   |             |                          |
| T. Hardaway 12 | Assist        | M. Johnson 15                                  |             |                          |
| C. Mullin 11 | Rimbalzi      | M. Johnson, S. Perkins, A.C. Green 7           |             |                          |

| Arbitri: | Dick Bavetta Ron Garretson Jack Madden |

|                          |          |               |
| M. Richmond 26           | Punti    | S. Perkins 27 |
| T. Hardaway 9            | Assist   | M. Johnson 11 |
| M. Richmond, C. Mullin 6 | Rimbalzi | B. Scott 11   |

| Arbitri: | Ronnie Nunn Jake O'Donnell Wally Rooney |

|               |          |                        |
| M. Johnson 28 | Punti    | T. Hardaway 27         |
| S. Perkins 15 | Assist   | T. Hardaway 20         |
| M. Johnson 14 | Rimbalzi | C. Mullin, A. Lister 8 |

PRECEDENTI IN REGULAR SEASON
| Regular Season 1990-91 | L.A. Lakers | 3 – 2 | G.S. Warriors | Referto 1 - Referto 2 - Referto 3 - Referto 4, Referto 5 |
| Los Angeles Lakers 115 Golden State Warriors 109 Golden State Warriors 115 Los Angeles Lakers 135 Golden State Warriors 118 Punti 93 Golden State Warriors 111 Los Angeles Lakers 99 Los Angeles Lakers 108 Golden State Warriors 111 Los Angeles Lakers |             | |               |                                                          |
| |             | |               |                                                          |
| Los Angeles Lakers 115 Golden State Warriors 109 Golden State Warriors 115 Los Angeles Lakers 135 Golden State Warriors 118 | Punti       | 93 Golden State Warriors 111 Los Angeles Lakers 99 Los Angeles Lakers 108 Golden State Warriors 111 Los Angeles Lakers |               |                                                          |

PRECEDENTI NEI PLAYOFF
|  | L.A. Lakers (1968, 1969, 1973, 1977, 1987) | 5 – 1 | G.S. Warriors (1967) |  |

### Finale

#### (1) Portland Trail Blazers - (3) Los Angeles Lakers
RISULTATO FINALE: 2-4
| Portland 18 maggio 1991 Gara 1                                                                            | Portland T. Blazers | 106 – 111 (27-33, 35-22, 30-25, 14-31) referto | L.A. Lakers | Veterans Memorial Coliseum (12.884 spett.) |
| C. Drexler 28 Punti J. Worthy 28 C. Drexler 12 Assist M. Johnson 21 B. Williams 10 Rimbalzi S. Perkins 15 |                     |                                                |             |                                            |
| |                     |                                                |             |                                            |
| C. Drexler 28                                                                                             | Punti               | J. Worthy 28                                   |             |                                            |
| C. Drexler 12                                                                                             | Assist              | M. Johnson 21                                  |             |                                            |
| B. Williams 10                                                                                            | Rimbalzi            | S. Perkins 15                                  |             |                                            |

| Arbitri: | Dick Bavetta Joey Crawford Paul Mihalak |

|                |          |               |
| T. Porter 26   | Punti    | J. Worthy 21  |
| T. Porter 8    | Assist   | M. Johnson 12 |
| B. Williams 11 | Rimbalzi | S. Perkins 10 |

| Arbitri: | Joe Forte Hue Hollins Mike Mathis |

|                          |          |                |
| J. Worthy 25             | Punti    | J. Kersey 19   |
| M. Johnson 19            | Assist   | T. Porter 7    |
| S. Perkins, A.C. Green 9 | Rimbalzi | B. Williams 11 |

| Inglewood 26 maggio 1991 Gara 4                                                                                    | L.A. Lakers | 116 – 95 (32-23, 30-19, 31-29, 23-24) referto | Portland T. Blazers | The Forum (17.505 spett.) |
| M. Johnson 22 Punti J. Kersey 25 M. Johnson 9 Assist T. Porter 10 M. Johnson 9 Rimbalzi C. Drexler , B. Williams 8 |             |                                               |                     |                           |
| |             |                                               |                     |                           |
| M. Johnson 22 | Punti       | J. Kersey 25                                  |                     |                           |
| M. Johnson 9 | Assist      | T. Porter 10                                  |                     |                           |
| M. Johnson 9 | Rimbalzi    | C. Drexler, B. Williams 8                     |                     |                           |

| Arbitri: | Jess Kersey Jack Nies Jake O'Donnell |

|                |          |               |
| J. Kersey 20   | Punti    | M. Johnson 29 |
| C. Drexler 7   | Assist   | M. Johnson 7  |
| B. Williams 16 | Rimbalzi | A. Green 9    |

| Arbitri: | Dick Bavetta Darell Garretson Ed T. Rush |

|               |          |              |
| S. Perkins 26 | Punti    | T. Porter 24 |
| M. Johnson 8  | Assist   | C. Drexler 6 |
| M. Johnson 11 | Rimbalzi | C. Drexler 8 |

PRECEDENTI IN REGULAR SEASON
| Regular Season 1990-91 | Portland T. Blazers | 3 – 2 | L.A. Lakers | Referto 1 - Referto 2 - Referto 3 - Referto 4, Referto 5 |
| Los Angeles Lakers 123 Portland Trail Blazers 104 Los Angeles Lakers 106 Los Angeles Lakers 105 Portland Trail Blazers 118 Punti 125 Portland Trail Blazers (1 t.s.) 108 Los Angeles Lakers 96 Portland Trail Blazers 109 Portland Trail Blazers (1 t.s.) 113 Los Angeles Lakers |                     | |             |                                                          |
| |                     | |             |                                                          |
| Los Angeles Lakers 123 Portland Trail Blazers 104 Los Angeles Lakers 106 Los Angeles Lakers 105 Portland Trail Blazers 118 | Punti               | 125 Portland Trail Blazers (1 t.s.) 108 Los Angeles Lakers 96 Portland Trail Blazers 109 Portland Trail Blazers (1 t.s.) 113 Los Angeles Lakers |             |                                                          |

PRECEDENTI NEI PLAYOFF
|  | Portland T. Blazers (1977) | 1 – 3 | L.A. Lakers (1983, 1985, 1989) |  |

## NBA Finals 1991

### Chicago Bulls - Los Angeles Lakers
RISULTATO FINALE
|  | Chicago Bulls | 4 – 1 | L.A. Lakers |  |

PRECEDENTI IN REGULAR SEASON
| Regular Season 1990-91                                                                | Chicago Bulls | 1 – 1                                   | L.A. Lakers | Referto 1 - Referto 2 |
| Chicago Bulls 114 Los Angeles Lakers 99 Punti 103 Los Angeles Lakers 86 Chicago Bulls |               |                                         |             |                       |
|                                                                                       |               |                                         |             |                       |
| Chicago Bulls 114 Los Angeles Lakers 99                                               | Punti         | 103 Los Angeles Lakers 86 Chicago Bulls |             |                       |

PRECEDENTI NEI PLAYOFF
|  | Chicago Bulls | 0 – 4 | L.A. Lakers (1968, 1971, 1972, 1973) |  |

#### Roster
| \| Pos. \| Num. \| Naz. \| Nome \| Altezza \| Peso \| Data nascita \| Provenienza \| \| ---- \| ---- \| ---- \| ------------------- \| ------- \| ------ \| ------------ \| ---------------- \| \| G \| 10 \| \| Armstrong, B.J. \| 188 cm \| 79 kg \| 09-09-1967 \| Iowa \| \| C \| 24 \| \| Cartwright, Bill \| 216 cm \| 111 kg \| 30-07-1957 \| San Francisco \| \| A/C \| 54 \| \| Grant, Horace \| 208 cm \| 111 kg \| 04-07-1965 \| Clemson \| \| G \| 14 \| \| Hodges, Craig \| 188 cm \| 86 kg \| 27-06-1960 \| Long Beach State \| \| G/AP \| 2 \| \| Hopson, Dennis \| 196 cm \| 91 kg \| 22-04-1965 \| Ohio State \| \| G \| 23 \| \| Jordan, Michael (C) \| 198 cm \| 98 kg \| 17-02-1963 \| North Carolina \| \| A/C \| 34 \| \| King, Stacey \| 211 cm \| 104 kg \| 29-01-1967 \| Oklahoma \| \| A \| 53 \| \| Levingston, Cliff \| 203 cm \| 104 kg \| 04-01-1961 \| Wichita State \| \| G \| 5 \| \| Paxson, John \| 188 cm \| 84 kg \| 29-09-1960 \| Notre Dame \| \| C \| 32 \| \| Perdue, Will \| 213 cm \| 109 kg \| 29-08-1965 \| Vanderbilt \| \| G/AP \| 33 \| \| Pippen, Scottie \| 201 cm \| 100 kg \| 25-09-1965 \| Central Arkansas \| \| A/C \| 42 \| \| Williams, Scott \| 208 cm \| 104 kg \| 21-03-1968 \| North Carolina \| | Allenatore - Phil Jackson Assistente/i - Johnny Bach (Vice-allenatori) - Jim Cleamons (Vice-allenatori) - Tex Winter (Vice-allenatori) - Chip Schaefer (Preparatore atletico) - Al Vermeil (Preparatore fisico) Legenda - (C) Capitano - (FA) Free agent - (S) Sospeso - (TW) Contratto Two-way - (GL) Assegnato a squadra G League affiliata - Infortunato Roster • Transazioni · Ultima transazione: 30 giugno 1991 |                        |                     |         |        |              |                  |
| Pos. | Num. | Naz.                   | Nome                | Altezza | Peso   | Data nascita | Provenienza      |
| G | 10 | Stati Uniti (bandiera) | Armstrong, B.J.     | 188 cm  | 79 kg  | 09-09-1967   | Iowa             |
| C | 24 | Stati Uniti (bandiera) | Cartwright, Bill    | 216 cm  | 111 kg | 30-07-1957   | San Francisco    |
| A/C | 54 | Stati Uniti (bandiera) | Grant, Horace       | 208 cm  | 111 kg | 04-07-1965   | Clemson          |
| G | 14 | Stati Uniti (bandiera) | Hodges, Craig       | 188 cm  | 86 kg  | 27-06-1960   | Long Beach State |
| G/AP | 2 | Stati Uniti (bandiera) | Hopson, Dennis      | 196 cm  | 91 kg  | 22-04-1965   | Ohio State       |
| G | 23 | Stati Uniti (bandiera) | Jordan, Michael (C) | 198 cm  | 98 kg  | 17-02-1963   | North Carolina   |
| A/C | 34 | Stati Uniti (bandiera) | King, Stacey        | 211 cm  | 104 kg | 29-01-1967   | Oklahoma         |
| A | 53 | Stati Uniti (bandiera) | Levingston, Cliff   | 203 cm  | 104 kg | 04-01-1961   | Wichita State    |
| G | 5 | Stati Uniti (bandiera) | Paxson, John        | 188 cm  | 84 kg  | 29-09-1960   | Notre Dame       |
| C | 32 | Stati Uniti (bandiera) | Perdue, Will        | 213 cm  | 109 kg | 29-08-1965   | Vanderbilt       |
| G/AP | 33 | Stati Uniti (bandiera) | Pippen, Scottie     | 201 cm  | 100 kg | 25-09-1965   | Central Arkansas |
| A/C | 42 | Stati Uniti (bandiera) | Williams, Scott     | 208 cm  | 104 kg | 21-03-1968   | North Carolina   |

| \| Pos. \| Num. \| Naz. \| Nome \| Altezza \| Peso \| Data nascita \| Provenienza \| \| ---- \| ---- \| ---- \| ------------------ \| ------- \| ------ \| ------------ \| -------------- \| \| G/AP \| 41 \| \| Campbell, Tony \| 201 cm \| 98 kg \| 07-05-1962 \| Ohio State \| \| C \| 12 \| \| Divac, Vlade \| 216 cm \| 110 kg \| 03-02-1968 \| Serbia \| \| G \| 10 \| \| Drew, Larry \| 185 cm \| 77 kg \| 02-04-1958 \| Missouri \| \| A/C \| 45 \| \| Green, A. C. \| 206 cm \| 100 kg \| 04-10-1963 \| Oregon State \| \| G/AP \| 32 \| \| Johnson, Magic (C) \| 206 cm \| 98 kg \| 14-08-1959 \| Michigan State \| \| A/C \| 14 \| \| Perkins, Sam \| 206 cm \| 107 kg \| 14-06-1961 \| North Carolina \| \| G \| 4 \| \| Scott, Byron \| 191 cm \| 88 kg \| 28-03-1961 \| Arizona State \| \| G \| 34 \| \| Smith, Tony \| 191 cm \| 84 kg \| 14-06-1968 \| Marquette \| \| G/AP \| 20 \| \| Teagle, Terry \| 196 cm \| 88 kg \| 10-04-1960 \| Baylor \| \| A \| 30 \| \| Thomas, Irving \| 203 cm \| 102 kg \| 02-01-1966 \| Florida State \| \| A/C \| 43 \| \| Thompson, Mychal \| 208 cm \| 103 kg \| 30-01-1955 \| Minnesota \| \| A/C \| 42 \| \| Worthy, James \| 206 cm \| 102 kg \| 27-02-1961 \| North Carolina \| | Allenatore - Mike Dunleavy Assistente/i - Bill Bertka (Vice-allenatore) - Jim Eyen (Vice-allenatore) - Randy Pfund (Vice-allenatore) - Gary Vitti (Preparatore atletico) Legenda - (C) Capitano - (FA) Free agent - (S) Sospeso - (TW) Contratto Two-way - (GL) Assegnato a squadra G League affiliata - Infortunato Roster • Transazioni · Ultima transazione: 30 giugno 1991 |                        |                    |         |        |              |                |
| Pos. | Num. | Naz.                   | Nome               | Altezza | Peso   | Data nascita | Provenienza    |
| G/AP | 41 | Stati Uniti (bandiera) | Campbell, Tony     | 201 cm  | 98 kg  | 07-05-1962   | Ohio State     |
| C | 12 | Jugoslavia (bandiera)  | Divac, Vlade       | 216 cm  | 110 kg | 03-02-1968   | Serbia         |
| G | 10 | Stati Uniti (bandiera) | Drew, Larry        | 185 cm  | 77 kg  | 02-04-1958   | Missouri       |
| A/C | 45 | Stati Uniti (bandiera) | Green, A. C.       | 206 cm  | 100 kg | 04-10-1963   | Oregon State   |
| G/AP | 32 | Stati Uniti (bandiera) | Johnson, Magic (C) | 206 cm  | 98 kg  | 14-08-1959   | Michigan State |
| A/C | 14 | Stati Uniti (bandiera) | Perkins, Sam       | 206 cm  | 107 kg | 14-06-1961   | North Carolina |
| G | 4 | Stati Uniti (bandiera) | Scott, Byron       | 191 cm  | 88 kg  | 28-03-1961   | Arizona State  |
| G | 34 | Stati Uniti (bandiera) | Smith, Tony        | 191 cm  | 84 kg  | 14-06-1968   | Marquette      |
| G/AP | 20 | Stati Uniti (bandiera) | Teagle, Terry      | 196 cm  | 88 kg  | 10-04-1960   | Baylor         |
| A | 30 | Stati Uniti (bandiera) | Thomas, Irving     | 203 cm  | 102 kg | 02-01-1966   | Florida State  |
| A/C | 43 | Bahamas (bandiera)     | Thompson, Mychal   | 208 cm  | 103 kg | 30-01-1955   | Minnesota      |
| A/C | 42 | Stati Uniti (bandiera) | Worthy, James      | 206 cm  | 102 kg | 27-02-1961   | North Carolina |

#### Risultati
| Arbitri: | Hugh Evans Jack Madden Hue Hollins |

|                                                                                   |            |                                                              |
| M. Jordan 36                                                                      | Punti      | J. Worthy, S. Perkins 22                                     |
| M. Jordan 12                                                                      | Assist     | M. Johnson 11                                                |
| H. Grant 10                                                                       | Rimbalzi   | V. Divac 14                                                  |
| Cartwright, Grant, Jordan, Paxson, Pippen (Armstrong, Hodges, Levingston, Perdue) | Formazioni | Divac, Johnson, Perkins, Scott, Worthy (Drew, Green, Teagle) |

| Arbitri: | Jake O'Donnell Jess Kersey Mike Mathis |

| |            |                                                                                  |
| M. Jordan 33                                                                                              | Punti      | J. Worthy 24                                                                     |
| M. Jordan 13                                                                                              | Assist     | M. Johnson 10                                                                    |
| M. Jordan, W. Perdue 7                                                                                    | Rimbalzi   | A.C. Green, M. Johnson 7                                                         |
| Cartwright, Grant, Jordan, Paxson, Pippen (Armstrong, Hodges, Hopson, King, Levingston, Perdue, Williams) | Formazioni | Divac, Johnson, Perkins, Scott, Worthy (Campbell, Drew, Green, Teagle, Thompson) |

| Arbitri: | Darell Garretson Joey Crawford Bill Oakes |

|                                                                        |            |                                                                                                   |
| S. Perkins 25                                                          | Punti      | M. Jordan 29                                                                                      |
| M. Johnson 10                                                          | Assist     | M. Jordan 9                                                                                       |
| S. Perkins 9                                                           | Rimbalzi   | S. Pippen 13                                                                                      |
| Divac, Johnson, Perkins, Scott, Worthy (Campbell, Drew, Green, Teagle) | Formazioni | Cartwright, Grant, Jordan, Paxson, Pippen (Armstrong, Hodges, King, Levingston, Perdue, Williams) |

| Arbitri: | Dick Bavetta Hugh Evans Ed T. Rush |

|                                                                     |            |                                                                                             |
| V. Divac 27                                                         | Punti      | M. Jordan 28                                                                                |
| M. Johnson 11                                                       | Assist     | M. Jordan 13                                                                                |
| V. Divac 11                                                         | Rimbalzi   | S. Pippen 9                                                                                 |
| Divac, Johnson, Perkins, Scott, Worthy (Drew, Green, Smith, Teagle) | Formazioni | Cartwright, Grant, Jordan, Paxson, Pippen (Armstrong, Hodges, Levingston, Perdue, Williams) |

| Arbitri: | Jake O'Donnell Jack Madden Mike Mathis |

|                                                          |            |                                                                                             |
| S. Perkins 22                                            | Punti      | S. Pippen 32                                                                                |
| M. Johnson 20                                            | Assist     | M. Jordan 10                                                                                |
| M. Johnson 11                                            | Rimbalzi   | S. Pippen 13                                                                                |
| Divac, Green, Johnson, Perkins, Teagle (Campbell, Smith) | Formazioni | Cartwright, Grant, Jordan, Paxson, Pippen (Armstrong, Hodges, Levingston, Perdue, Williams) |

| Campione NBA 1991       |
| ----------------------- |
| Chicago Bulls 1º titolo |

#### Hall of famer
| NBA Finals      | Atleta         | Squadra       | Anno |            |
| --------------- | -------------- | ------------- | ---- | ---------- |
| Giocatore       | Michael Jordan | Chicago Bulls | 2009 | Giocatore  |
| Giocatore       | Scottie Pippen | Chicago Bulls | 2010 | Giocatore  |
| Allenatore      | Phil Jackson   | Chicago Bulls | 2007 | Allenatore |
| Vice-Allenatore | Tex Winter     | Chicago Bulls | 2011 | Allenatore |
| Giocatore       | Vlade Divac    | L.A. Lakers   | 2019 | Giocatore  |
| Giocatore       | Magic Johnson  | L.A. Lakers   | 2002 | Giocatore  |
| Giocatore       | James Worthy   | L.A. Lakers   | 2003 | Giocatore  |

#### MVP delle Finali
- #23 Michael Jordan, Chicago Bulls.

## Squadra vincitrice

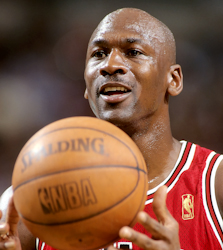
1. 23 Michael Jordan, Chicago Bulls.

| N° | Naz.                   | Ruolo | Sportivo         |  | Alt. |  |
| -- | ---------------------- | ----- | ---------------- |  | ---- |  |
| 2  | Stati Uniti (bandiera) | AP    | Dennis Hopson    |  | 196  |  |
| 5  | Stati Uniti (bandiera) | P     | John Paxson      |  | 188  |  |
| 10 | Stati Uniti (bandiera) | P     | B.J. Armstrong   |  | 188  |  |
| 14 | Stati Uniti (bandiera) | G     | Craig Hodges     |  | 188  |  |
| 23 | Stati Uniti (bandiera) | G     | Michael Jordan   |  | 198  |  |
| 24 | Stati Uniti (bandiera) | C     | Bill Cartwright  |  | 216  |  |
| 32 | Stati Uniti (bandiera) | C     | Will Perdue      |  | 213  |  |
| 33 | Stati Uniti (bandiera) | AP    | Scottie Pippen   |  | 203  |  |
| 34 | Stati Uniti (bandiera) | C     | Stacey King      |  | 211  |  |
| 42 | Stati Uniti (bandiera) | AG    | Scott Williams   |  | 209  |  |
| 53 | Stati Uniti (bandiera) | AG    | Cliff Levingston |  | 203  |  |
| 54 | Stati Uniti (bandiera) | AG    | Horace Grant     |  | 208  |  |
|    | Stati Uniti (bandiera) | All.  | Phil Jackson     |  |      |  |

## Statistiche
Aggiornate al 29 giugno 2021.
| Categoria | Singola prestazione | Singola prestazione | Singola prestazione | Media          | Media             | Media | Media |
| Categoria | Giocatore           | Squadra             | Max                 | Giocatore      | Squadra           | Media | PG    |
| --------- | ------------------- | ------------------- | ------------------- | -------------- | ----------------- | ----- | ----- |
| Punti     | Magic Johnson       | L.A. Lakers         | 44                  | Michael Jordan | Chicago Bulls     | 31,1  | 17    |
| Rimbalzi  | Karl Malone         | Utah Jazz           | 21                  | David Robinson | San Antonio Spurs | 13,5  | 4     |
| Assist    | Magic Johnson       | L.A. Lakers         | 21                  | John Stockton  | Utah Jazz         | 13,8  | 9     |